# (2916) Воронвелия
(2916) Воронвелия (лат. Voronveliya) — типичный астероид главного пояса, открыт 8 августа 1978 года советским астрономом Николаем Черных в Крымской астрофизической обсерватории и 8 ноября 1984 года назван в честь советского астронома Бориса Воронцова-Вельяминова.

## Обнаружение и именование
(2916) Воронвелия
Открыт 8 августа 1978 года в Научном Н. С. Черных.
Назван в честь известного советского астрофизика Бориса Александровича Воронцова-Вельяминова, работавшего в Астрономическом институте Штернберга на протяжении многих десятилетий. Его научные работы охватывают широкий круг тем, включая кометы, переменные звёзды, галактики, туманности и историю астрономии. Также хорошо известен как автор учебников и популярных книг по астрономии.
Оригинальный текст (англ.)2916 Voronveliya
Discovered 1978-Aug-08 by Chernykh, N. at Nauchnyj.
Named in honor of Boris Aleksandrovich Vorontsov-Vel'yaminov, famous Soviet astrophysicist at the Sternberg Astronomical Institute for many decades. His scientific works cover a wide range of topics, including comets, variable stars, galaxies, nebulae and the history of astronomy. He is also well-known as an author of textbooks and popular books on astronomy.
Источники: DISCOVERY.DB; M.P.C. 9216.

## Орбита

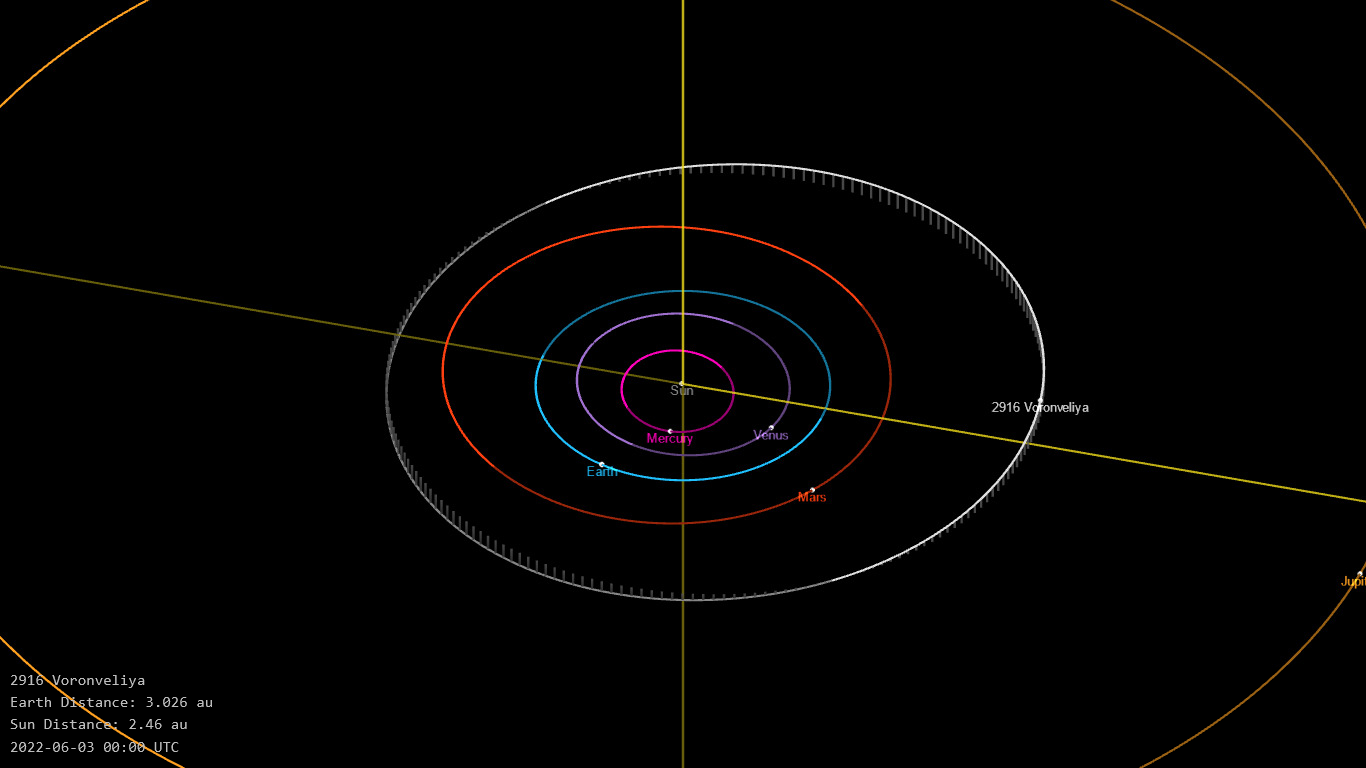
Орбита астероида Воронвелия и его положение в Солнечной системе

## Физические характеристики
Из наблюдений системы Asteroid Terrestrial-impact Last Alert System следует, что астероид относится к таксономическому классу S.
По результатам наблюдений в видимом и ближнем инфракрасном диапазоне космического телескопа NEOWISE диаметр астероида оценивался равным 4,940±0,035 км и 4,45±0,61 км. Согласно тем же источникам альбедо оценивается как 0,3178±0,0717, 0,38±0,16 и 0,318±0,072.